# Akseli Karhi

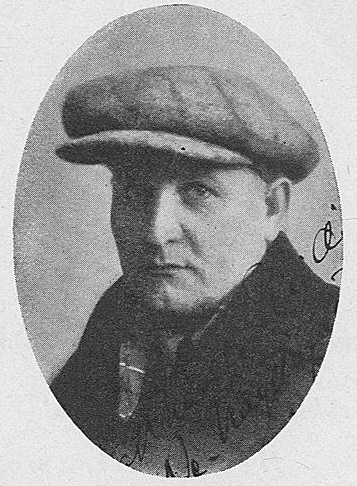
Akseli Karhi, bild från början av 1930-talet.

Akseli Nikolai Karhi (Kuhlberg fram till 1905), född 18 juli 1891 i Åbo, död 3 maj 1943, var en finländsk skådespelare.
Karhi var från 1931 gift med skådespelaren Kirsti Karhi. Deras dotter är skådespelaren Maija Karhi.
Karhi var son till konduktören Johan Aksel Karhi och Henriika Heino. Han studerade fyra år vid lyceet, varifrån han utexaminerades 1911. Han gjorde studieresor till Tyskland och Österrike 1925, Sverige och Centraleuropa 1937 samt till Sverige, Danmark och Tyskland 1939. Karhi verkade vid ett åkeri 1912–1923 och arbetade som skådespelare vid Åbos teater 1918–1938 samt ledde densamma 1938–1943.